# Субъективно воспринимаемая напряжённость
Субъективно воспринимаемая напряженность (сокращённо СВН, англ. Rating of perceived exertion) — термин, использующийся в спортивной физиологии, спортивной медицине и отражающий субъективную тяжесть выполняемой или выполненной работы. Для получения субъективных оценок тяжести нагрузки используются различные категориальные шкалы, отличающихся числовыми, размерными, вербальными и/или визуальными обозначениями категорий тяжести нагрузки.

## Особенности
Тренировочный процесс должен состоять из упражнений с различной интенсивностью и длительностью. Для определения степени нагрузки спортсмены используют специальные приборы — пульсометры, которые помогают контролировать ЧСС. Совмещая показания пульсометра и СВН можно добиться максимальной эффективности от тренировочного процесса, поскольку очень важно правильно распознавать сигналы подаваемые организмом, как во время отдыха, так и при нагрузке.
Самый простой способ определить интенсивность при нагрузке — воспользоваться так называемой «разговорной шкалой» или измерить свой пульс. Таблица зависимости «разговорной шкалы» от ЧСС выглядит примерно так:
| Интенсивность | % ЧСС от максимального | Разговорная шкала                                                                    |
| ------------- | ---------------------- | ------------------------------------------------------------------------------------ |
| минимальная   | меньше 60 %            | возможность петь без одышки                                                          |
| низкая        | 60-80 %                | возможность разговаривать или выговаривать отдельные предложения с небольшой одышкой |
| средняя       | 80-90 %                | возможность строить мысли, но разговаривать сложно                                   |
| высокая       | 90-97 %                | полная концентрация на тренировке, разговаривать невозможно                          |
| максимальная  | 97-100 %               | отключение сознания, происходит только мышечная работа                               |